# 대률초등학교
대률초등학교는 대한민국 충청남도 예산군 대흥면 형제고개로 499 (대률리)에 있었던 공립 초등학교이다.

## 연혁
- 1936년 7월 22일 대흥공립보통학교 부설 대률간이학교 설치
- 1943년 4월 1일 대흥공립국민학교 대률분교장 설치
- 1949년 9월 30일 대률국민학교 승격
- 1984년 3월 5일 병설유치원 설립인가
- 1984년 12월 8일 신축교사 준공
- 1996년 3월 1일 대률초등학교로 개칭
- 1999년 2월 13일 제51회 졸업식(총 2350명)
- 1999년 9월 1일 예산초등학교로 통합